# Parey (Elbe-Parey)
Parey ist ein Ortsteil der Einheitsgemeinde Elbe-Parey im Landkreis Jerichower Land in Sachsen-Anhalt.

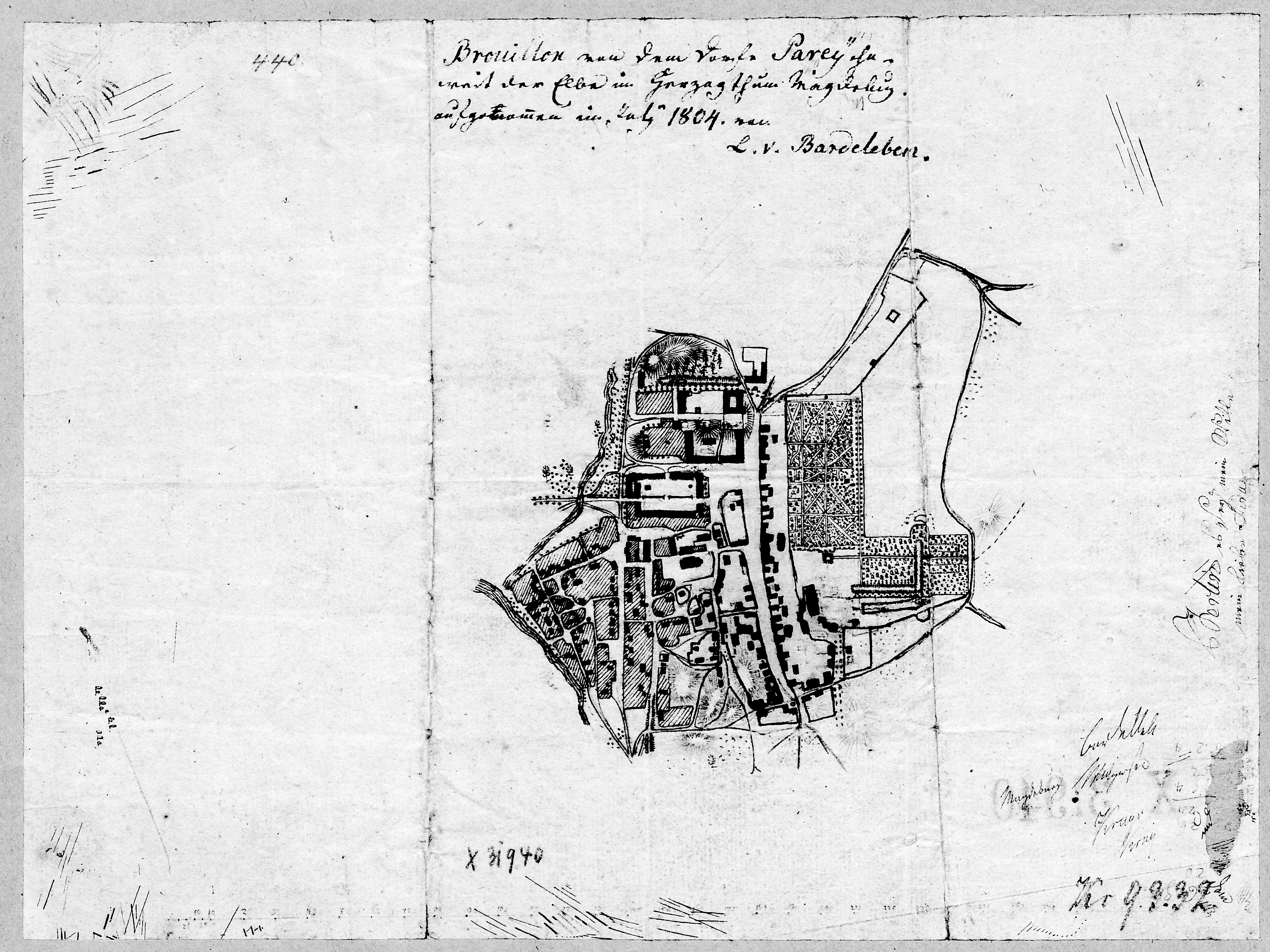
Parey im Juli 1804

## Geografie
Parey ist das Verwaltungs- und geografische Zentrum der Einheitsgemeinde Elbe-Parey, die im Nordosten von Sachsen-Anhalt liegt. Parey ist von drei Seiten von Wasserwegen umgeben. Der Ort liegt direkt am Westufer des Elbe-Havel-Kanals. Drei Kilometer westlich fließt die Elbe vorbei. Beide sind nördlich von Parey durch den Pareyer Verbindungskanal und die Schleuse Parey verbunden. Am südlichen Ortsrand befindet sich ein 2 km² großes Waldgebiet. Zur Elbe hin erstreckt sich die Biosphärenreservat-Mittelelbe-Elbauenlandschaft mit dem Herrenseegraben. Durch den Ort verläuft die Landesstraße 54, die Parey mit seinen Nachbarorten Derben im Norden und Güsen im Süden verbindet. Zur Kreisstadt Burg beträgt die Entfernung 21 Kilometer. Neben nach Westen hin angelegten Wohngebieten Siedlung und Westkolonie hat der Ortskern eine Flächengröße von 1,3 km². Er liegt auf einer Meereshöhe um 40 Meter.

## Geschichte
Im Zusammenhang mit der Gründung des Bistums Brandenburg wurde in der Stiftungsurkunde von König Otto I. sinngemäß der Wald „porei mit den Dörfern, die gebaut sind und noch gebaut werden“ erwähnt. Die Jahresangabe der Urkunde schwankt zwischen 946 und 948. Anhand archäologischer Funde ist jedoch nachgewiesen, dass die Pareyer Talsandinsel (siehe auch Elbe-Urstromtal) bereits in früheren Zeiten besiedelt war. Zur Zeit der slawischen Besiedelung im 5. und 6. Jahrhundert gehörte das Pareyer Gebiet zum Untergau Semcici.
Vom 10. Jahrhundert an ist Parey eng mit der Adelsfamilie von Plotho verknüpft. Diese Verbundenheit zeigt sich noch heute im Pareyer Ortswappen, in dem die Plothosche Lilie dargestellt ist. Schon 946 gab es ein Plothosches Schlossgut in Parey. Nach dem 10. August 1434 belagerten und stürmten die Städte Magdeburg und vermutlich auch Zerbst Schloss Parey, wie sie auch beide danach Jerichow und die Burg Plotho (Altenplatow) belagerten und einnahmen. 1435 musste Parey zurückgegeben werden. Die Fehde der Plothos mit Zerbst endete jedoch erst 1438 mit einem Schiedsspruch. Im Verlauf der weiteren Geschichte wurden 1499 das Schloss und der Ort von einer Elbeflut zerstört, die Einwohner siedelten sich an anderer Stelle wieder an, die der heutigen Ortslage entspricht. Zwischen 1521 und 1525 waren Schloss und Dorf Lehen des Havelberger Bistums.
Spätestens ab 1655 war der Plothosche Besitz in zwei Rittergüter aufgeteilt, zu denen jeweils ein eigenes Schloss gehörte. Das größere Gut I hatte Grundbesitz in Größe von 750 ha. 1698 stiftete Werner von Plotho dem Ort eine reich ausgestattete Kirche. Für das Gut II ist um 1700 als Besitzer der brandenburgische Staatsdiener Ludwig Otto von Plotho bekannt. Zu dieser Zeit befand sich Parey bereits unter brandenburgischer Landeshoheit. Die nächsthöhere Verwaltungseinheit war der Gesamtkreis Jerichow, aus dem sich über den Distrikt Jerichow II (1785) der Kreis Jerichow II (1818) mit der Kreisstadt Genthin entwickelte. Bei einem Brand im Jahre 1736 wurde das größere im Renaissancestil erbaute Schloss zerstört und später durch einen einfacheren Barockbau ersetzt. 1800 verlor die Familie von Plotho auf Grund unklarer Lehnsverhältnisse das Rittergut II. Bis zum 19. Jahrhundert war Parey Sitz einer Postexpedition, wo die Postkutschen Pferdewechsel vornehmen konnten.

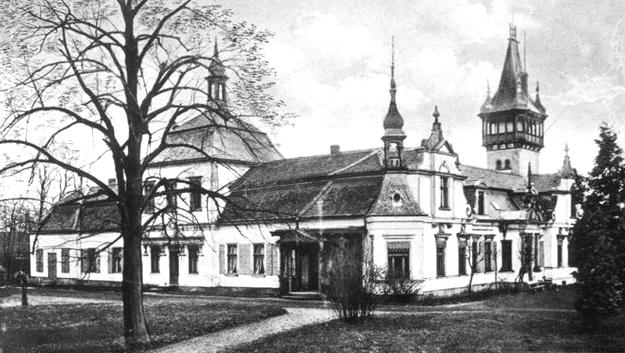
Plothosches Schloss um 1900

Auf Veranlassung des preußischen Königs Friedrich II. wurde 1743 mit dem Bau des Plauer Kanals begonnen, aus dem später in Verbindung mit dem Ihle-Kanal der Elbe-Havel-Kanal entstand. Der Kanal mündete nördlich von Parey in die Elbe, und zur Regelung des Gefälles wurde bei Parey, das südlich des Kanals lag, die hölzerne Alte Schleuse Parey installiert. Im Zusammenhang mit der Industrialisierung in der ersten Hälfte des 19. Jahrhunderts wurden bei Erdbohrungen im Pareyer Gebiet ein Braunkohlenflöz entdeckt, der jedoch wie auch die meisten anderen im Jerichower Land gefundenen Vorkommen nicht abgebaut wurde. Vielmehr wurden das reiche Tonvorkommen von Ziegeleien genutzt, von denen sich im Laufe der Jahre in der Nähe von Parey 16 Betriebe ansiedelten.
Im frühen 19. Jahrhundert waren der Erbkämmerer des Herzogtums Magdeburg Wilhelm Heinrich Freiherr von Plotho und dann sein Sohn Karl Freiherr von Plotho-Parey Besitzer des alten Mannlehngutes. Herr jun. von Plotho-Parey war wie sein Vater Erbkämmerer, des Weiteren Deichhauptmann, Rechtsritter des Johanniterordens und Mitglied des Preußischen Herrenhauses auf Lebenszeit. Er war verheiratet mit der Offizierstochter Louise von Ziegler. Etwas ungewöhnlich zu dieser Zeit war das Einsetzen der Töchter Anna und Adele von Plotho als Erben. Der Sohn Rittmeister Wilhelm von Plotho hatte mit Emma Degatau nicht standesgemäß geheiratet. Wilhelm Freiherr von Plotho wurde später wieder als Erbe eingesetzt.
1890 wurde in Parey eine Schifferschule gegründet. In den Jahren von 1888 bis 1892 wurde die Elbe bei Parey neu eingedeicht und in diesem Zusammenhang ein neuer Durchstich zwischen Elbe und Plauer Kanal geschaffen. Die Schleuse Parey wurde zu einem neuen Zweikammerverbundsystem umgebaut. Das Sägewerk Köster errichtete 1922 einen elektrisch betriebenen Kabelkran zum maschinellen Be- und Entladen der Holzfuhrwerke. Wegen seiner in Deutschland einmaligen Konstruktion wurde die Anlage später unter Denkmalschutz gestellt. In Parey gab es Anfang der 1920er Jahre zwei Rittergüter und weitere landwirtschaftliche Betriebe. Rittergut I gehörte Hans-Erich Edler Herr und Freiherr von Plotho, Größe 642 ha. Dessen Karriere begann auf der Klosterschule Roßleben. Rittergut II besaß Oberamtmann Clemens Petri, mit 390 ha. Die Höfe der Familien H. Hohenstein, F. Hury, F. Jerichow, Frau Ida Mund, F. Schwarzlose sowie A. Lucke waren im Umfang zwischen 17 ha bis 50 ha.
Bis zum Beginn des Zweiten Weltkriegs war Pareys wirtschaftliche Struktur neben der Landwirtschaft im Wesentlichen bestimmt von der Ziegelbrennerei, der Schifffahrt und der Holzverarbeitung. Zwar war die Zahl der Ziegeleien schon zu Beginn des 20. Jahrhunderts stark zurückgegangen, doch mit der Hoffmannschen Ringofenziegelei war 1888 ein moderner und leistungsstarker Betrieb entstanden, der noch bis 1978 produzierte. Im Schifffahrtswesen waren um 1920 etwa 220 Pareyer beschäftigt. Mit der Eröffnung der Bahnstrecke Güsen–Jerichow erhielt Parey 1924 einen eigenen Bahnhof. In den 1930er Jahren nahm ein Betonwerk den Betrieb auf. Mit dem Erweiterungsbau des Elbe-Havel-Kanals führte die Wasserstraße ab 1938 direkt an Parey vorbei. Die Zahl der Einwohner war 1939 auf 2945 angestiegen.
Am 30. September 1928 wurde der Gutsbezirk Parey an der Elbe (Ende des 19. Jahrhunderts waren es noch zwei Gutsbezirke) mit der Landgemeinde Parey vereinigt. Im Amtsblatt des Regierungsbezirks Magdeburg wurde 1935 die „Bildung von Rentengütern aus dem Rittergute 1 Parey“ verkündet. Der letzte Grundbesitzer Hans-Erich Edler Herr und Freiherr von Plotho, geboren in Parey starb 1945 und wurde in der Familiengruft der Kirche beerdigt. Er war der letzte Erbkämmerer zu Magdeburg.
Nach dem Zweiten Weltkrieg wurden die Plothoschen Güter enteignet, das Land an Kleinbauern verteilt. Die Pareyer Industriebetriebe wurden als „volkseigen“ verstaatlicht. Das Plothosche Schloss wurde der Kommunalgemeinde übereignet, die dort zunächst öffentliche Einrichtungen unterbrachte, es aber 1951 wegen zu hoher Unterhaltungskosten abreißen ließ. Aus dem ehemaligen VVB Stahlbau Leipzig (VEB Bau-Union Leipzig), entstand 1952 als eigenständiger Betrieb der Stahlbau Parey, der mit zuletzt 750 Mitarbeitern zum größten Arbeitgeber des Ortes wurde. Infolge der ersten Verwaltungsreform in der DDR wurde Parey in den Kreis Genthin eingegliedert. 1964 betrug die Einwohnerzahl 3030.
Nach der Wiederherstellung der Einheit Deutschlands 1990 veränderte sich in Parey hauptsächlich die wirtschaftliche Struktur. Nach wie vor blieb der Stahl- und Gittermastbau, der größte Betrieb, daneben bilden ein Kieswerk und eine Niederlassung der Schrauben und Draht Union, den industriellen Kern. Am Elbe-Havel-Kanal wurde eine Montage- und Verladeanlage mit einer Hebevorrichtung für 500-Tonnen-Lasten und einem 35 Meter langen Kragarm errichtet. 1999 wurde der Personenverkehr auf der Bahnstrecke Güsen–Jerichow eingestellt. Nach der Bildung der Einheitsgemeinde Elbe-Parey am 1. September 2001, wurde Parey zum Verwaltungszentrum und Standort der zentralen Sekundarschule.
Seit 2012 hat das Orthopädietechnikunternehmen Guenther Bionics GmbH seinen Sitz im Ort.
Infolge des hohen Wohnungsleerstandes wurden in den Jahren 2021 und 2022 die Wohnblöcke „Am Sportplatz 5–8“ und „Lustgarten 5a–c“ abgerissen.

## Religion
Parey ist Sitz eines Pfarrbereichs im Kirchenkreis Elbe-Fläming der Evangelischen Kirche in Mitteldeutschland. Zum Pfarrbereich Parey gehören neben der Dreifaltigkeitskirche in Parey auch die Kirchen in Bergzow, Derben, Ferchland, Güsen und Zerben.
Im Zuge der Flucht und Vertreibung Deutscher aus Mittel- und Osteuropa 1945–1950 ließen sich im durch die Reformation evangelisch geprägten Parey wieder Katholiken nieder, so dass der Pfarrer aus Genthin katholischen Gottesdienst in der evangelischen Kirche hielt. 1954/55 wurde ein Klassenraum in der alten Schule für katholische Gottesdienste eingerichtet. Im Frühjahr 1970 erfolgte die Einweihung einer katholischen Kapelle. Sie befand sich auf einem Hausgrundstück an der Hauptstraße und entstand durch Umbau einer Scheune. Zur Gründung einer katholischen Kirchengemeinde kam es in Parey jedoch nicht, die Kapelle gehörte zur Pfarrei Genthin. Nachdem sich die Zahl der Katholiken in Parey wieder verringert hatte, wurde die Kapelle am 31. Oktober 2010 wieder aufgegeben. Das Grundstück wurde wieder verkauft und die Kapelle abgerissen. Die katholischen Gottesdienste fanden nach Schließung der Kapelle wieder in der evangelischen Kirche statt. Am 25. September 2020 fand in der evangelischen Kirche der letzte katholische Gottesdienst statt, da die Zahl der Katholiken in Parey weiter abgenommen hatte. Die nächstliegende katholische Kirche ist heute die Maria-Rosenkranzkönigin-Kirche in Genthin.
Die Neuapostolische Kirche stand auf dem Grundstück Parchener Straße 11. Am 14. Februar 2010 fand in ihr der letzte Gottesdienst statt, neuapostolische Gläubige in Parey gehören seitdem zur Gemeinde Genthin.

## Politik
Der Ortschaftsrat Parey besteht aus neun Mitgliedern. Ortsbürgermeisterin ist Cora Schröder (CDU).

### Wappen
Das Wappen wurde am 28. Juni 1995 durch das Regierungspräsidium Magdeburg genehmigt.

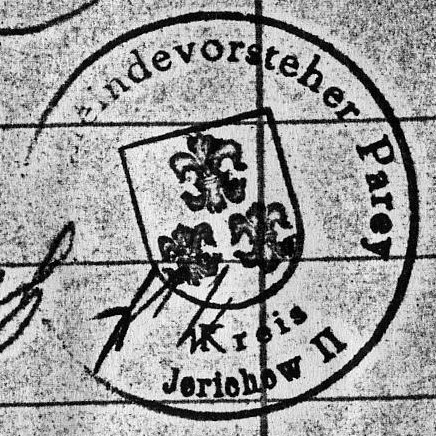
Altes Siegel der Gemeinde Parey

Blasonierung: „In Silber drei (1:2) rote Lilien.“
Die Symbolik lehnt sich an das Wappen der Freiherren von Plotho entfernt an. Dies hat seine Berechtigung, da das Schicksal Parey’s und seiner Bürger in früheren Zeiten entscheidend vom Adelshaus Plotho mitbestimmt wurde. Aus dem Plotho’schen Wappen ist das heraldische Symbol der bourbonischen Lilie entlehnt.

### Historisches Wappenbild
Die ehemalige Gemeinde Parey führte in ihrem Gemeindesiegel schon einmal ein wappenähnliches Siegelbild. Dieses wurde im Zeitraum nach dem Zweiten Weltkrieg bis ca. der Einführung der Bezirke und Kreise in der DDR (1945–1952) benutzt.
Eine weitere Quelle ist das Kreisheimatmuseum in Genthin.

## Kultur und Sehenswürdigkeiten
- Das Sowjetische Ehrenmal für Rotarmisten, dazu die Grabstätten für zwei namentlich bekannte Polinnen und zwei unbekannte Sowjetbürger, die während des Zweiten Weltkrieges nach Deutschland verschleppt und Opfer von Zwangsarbeit wurden, sowie für vier umgekommene Deutsche.
- Die Kirche Heilige Dreifaltigkeit wurde zwischen 1697 und 1698 auf einer Erhebung des Ortes errichtet. In ihren Räumen befindet sich die Familiengruft derer von Plotho.
- Der 1885 errichtete Hoffmannsche Ringofen hat 20 Brennkammern und wurde nach Originalpatent von Hoffmann und Licht erbaut.
- Die Holzkabelkrananlage wurde 1922 aus dem ehemaligen Sägewerk errichtet und ist mit einer Transportstrecke des Seilzuges von 120 Metern einmalig in Deutschland.
- Die Schleuse Parey von 1892 verbindet den Pareyer Verbindungskanal mit der Elbe.
- Die Windmühle Parey wurde als Paltrockwindmühle errichtet und ist heute ein Baudenkmal.

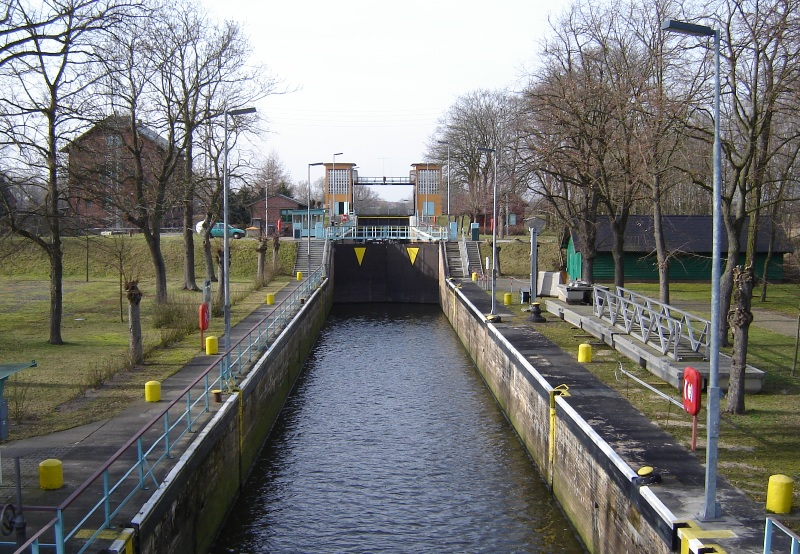
Pareyer Schleuse
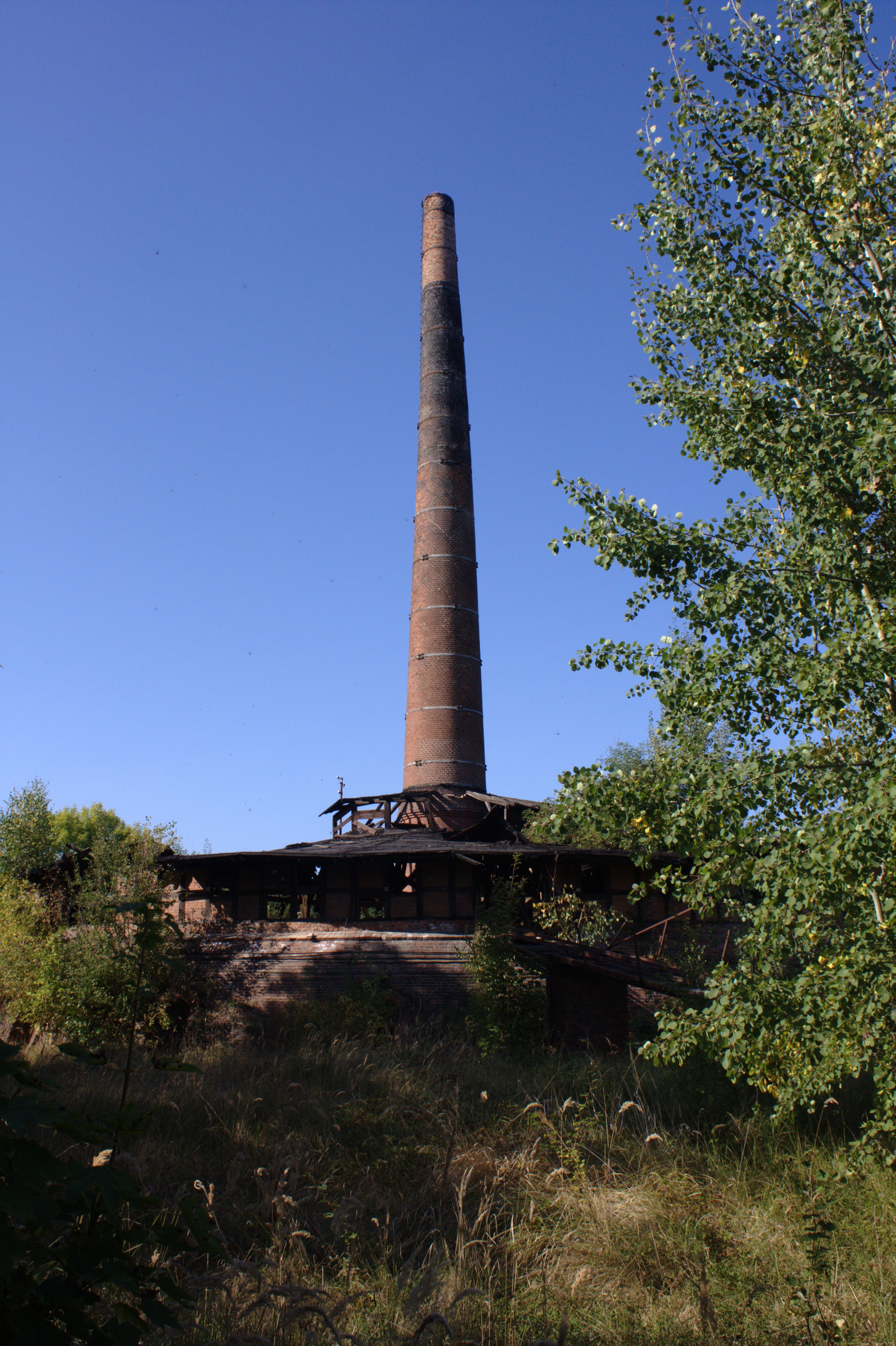
Technisches Denkmal Ringbrandofen
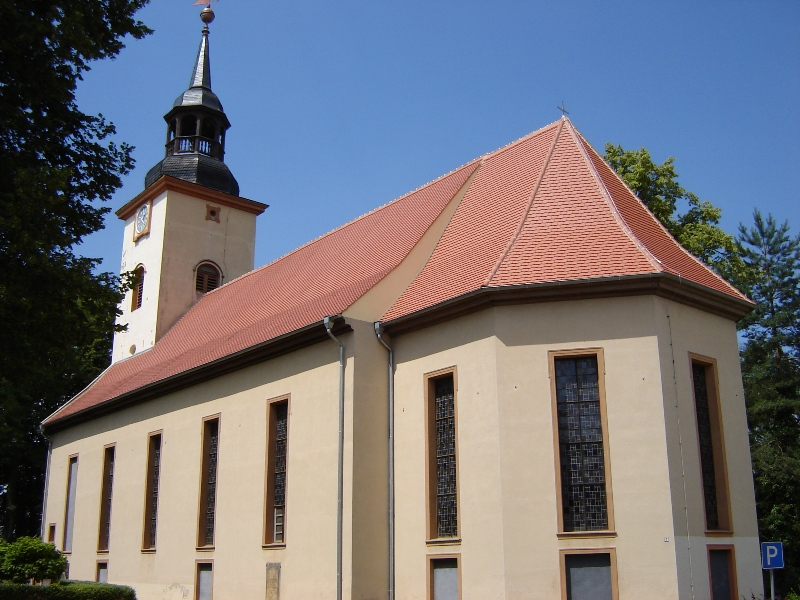
Evangelische Dreifaltigkeitskirche
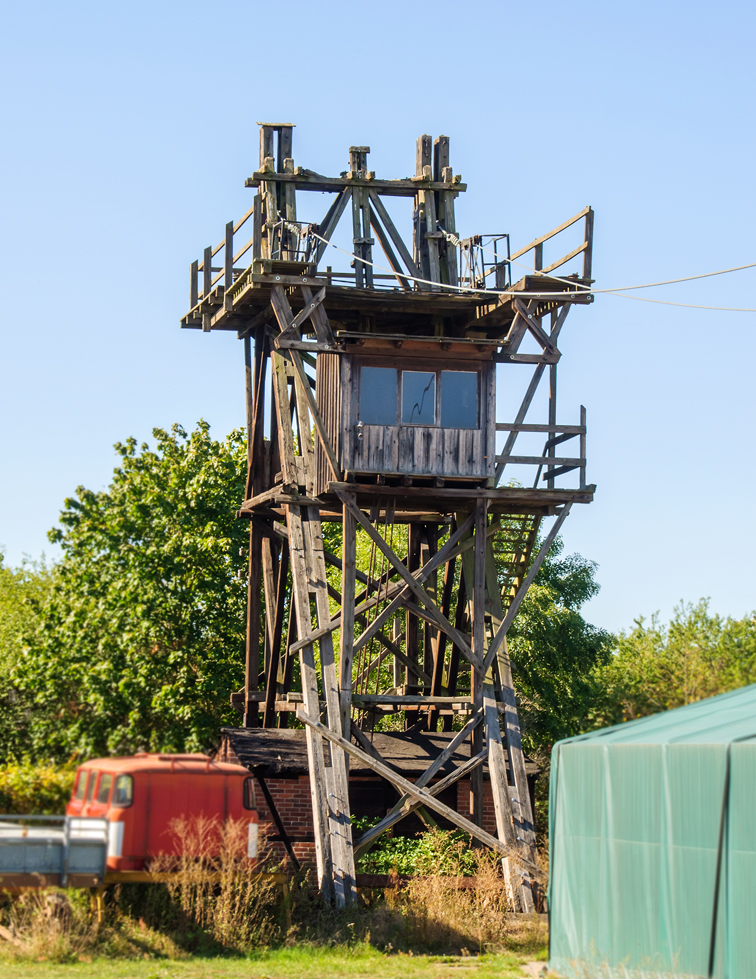
Pylon mit Steuerstand
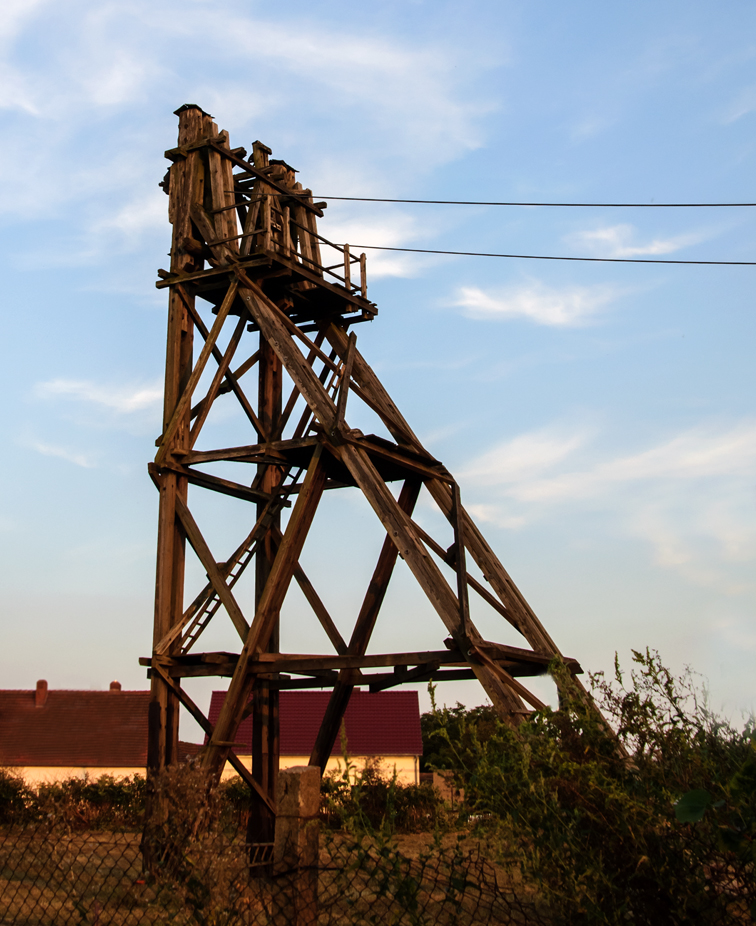
Holzpylon
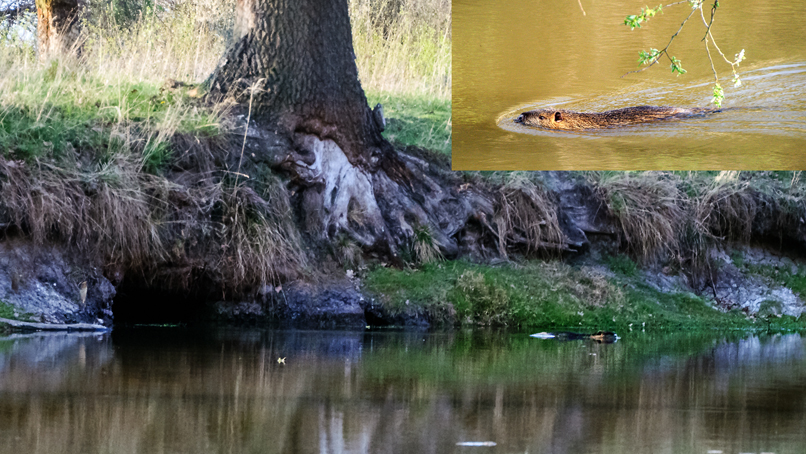
Nutria im Herrenseegraben
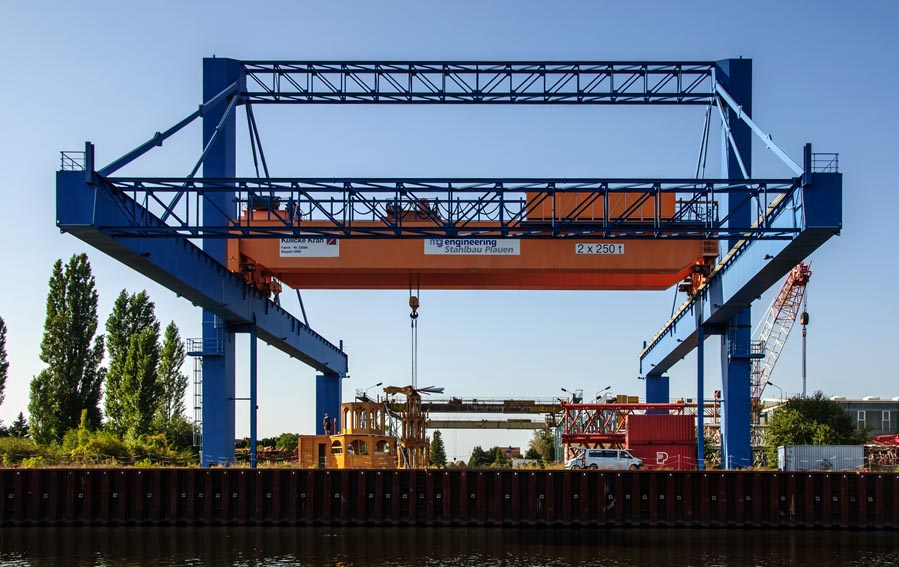
Hafenkran mit 2 × 250 t Hubkraft
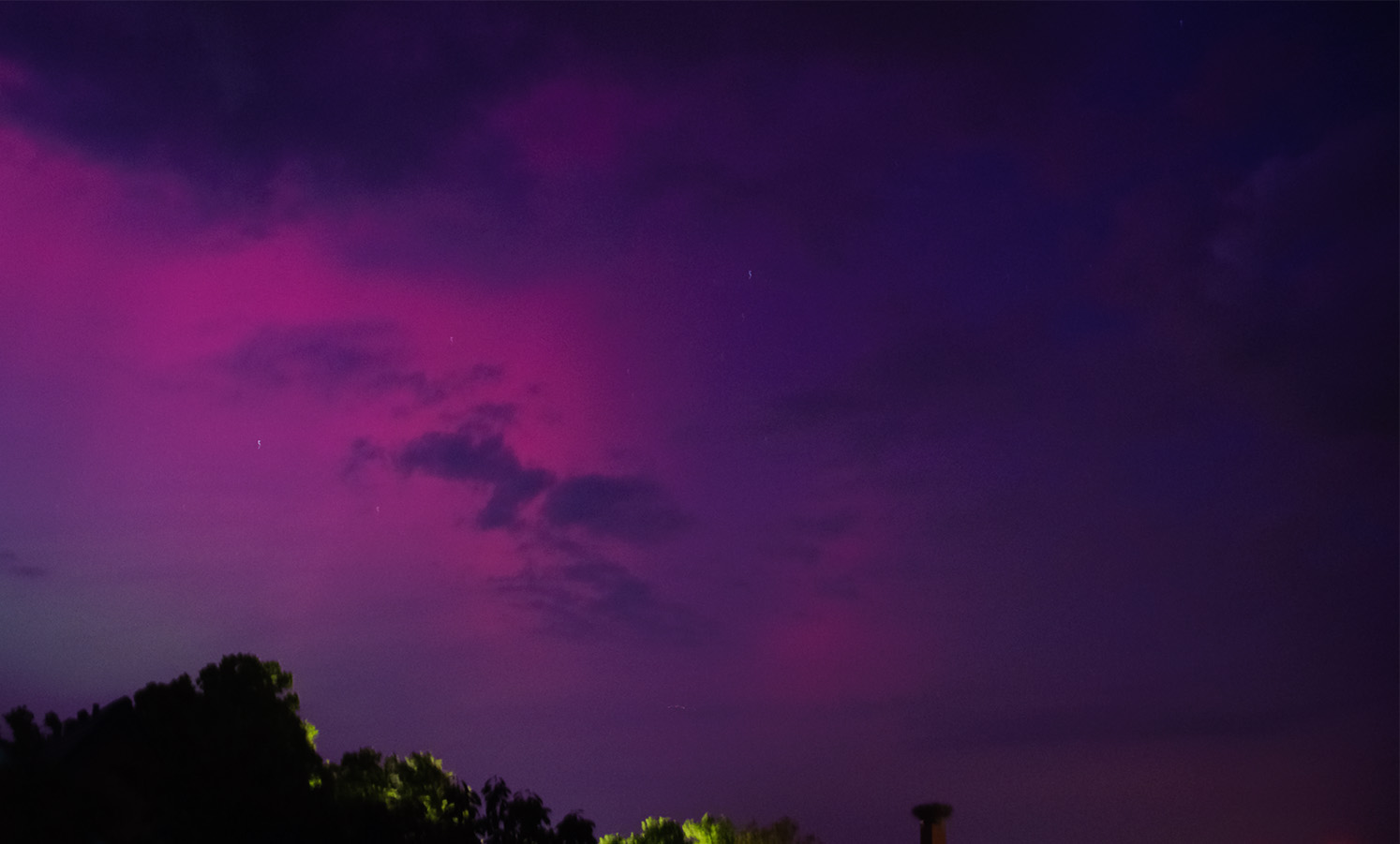
Polarlicht über Parey, 2024

## Persönlichkeiten
- Ludwig Otto von Plotho (1663–1731), preußischer Justizminister
- Erich Christoph Edler Herr und Freiherr von Plotho (1707–1788), preußischer Politiker
- Thassilo Krug von Nidda (1814–1871), preußischer Generalmajor
- Wilfried Hilgert (1933–2016), Unternehmer und Schachmäzen
- Bernhard Melchert (1936–2025), diplomierter Berufspädagoge, Bürgermeister, Autor (Wenn Mühlenflügel drehen, 2023)[26][27]